# Roberts Plūme
Roberts Plūme (6 marzo 2000) è uno slittinista lettone, medaglia di bronzo olimpica nella gara a squadre a Pechino 2022 e campione mondiale nel doppio sprint ad Altenberg 2024.

## Biografia
Ha iniziato a gareggiare nel 2014 per la nazionale lettone nelle varie categorie giovanili nella specialità del singolo e dal 2016 unicamente nel doppio in coppia con Mārtiņš Bots; vinse due medaglie agli europei juniores nella prova a squadre: una d'argento a Oberhof 2017 e una di bronzo a Sankt Moritz 2019.

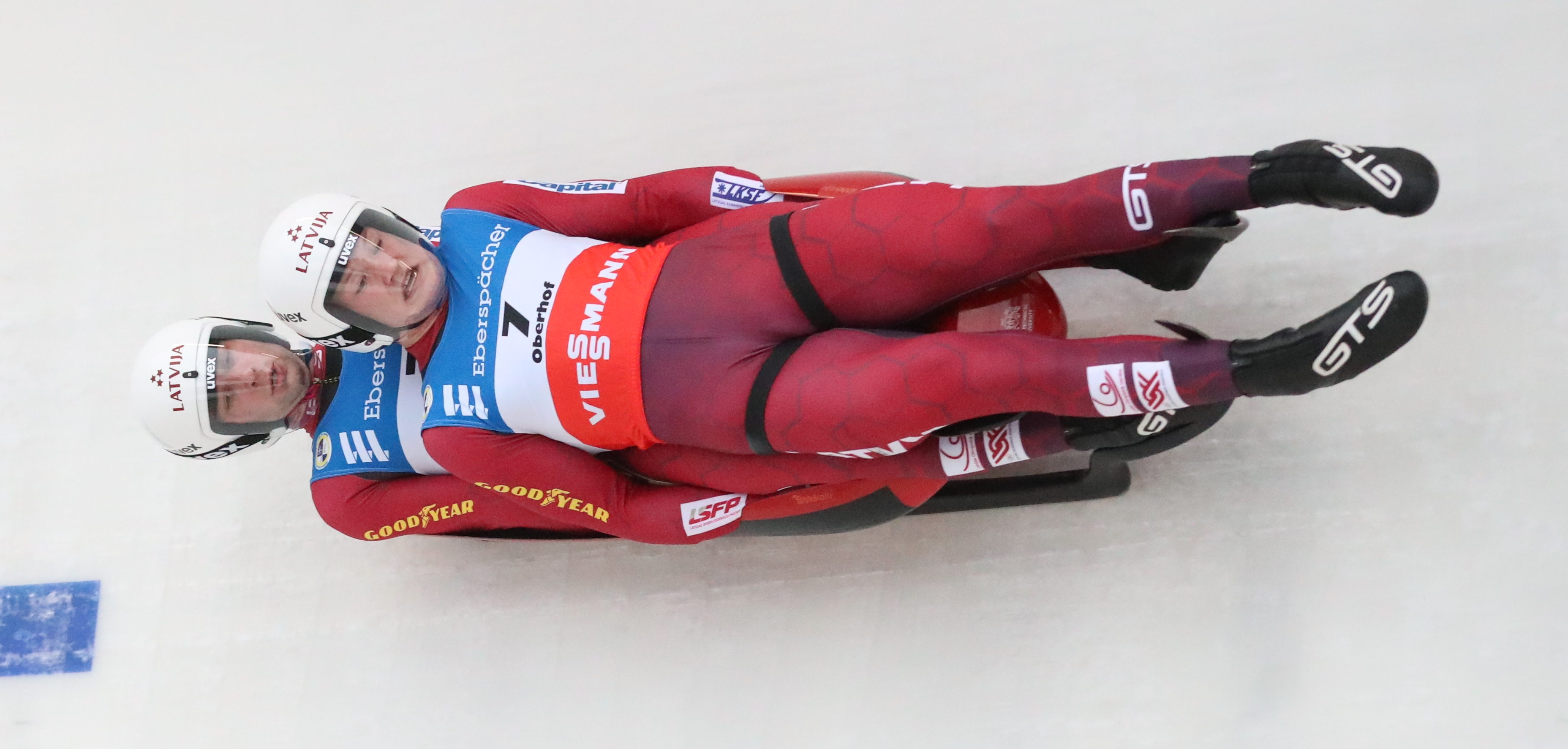
Roberts Plūme (dietro) e Mārtiņš Bots in gara a Oberhof nel 2020

Esordì in Coppa del Mondo all'avvio della stagione 2020/21, il 27 novembre 2020 a Innsbruck, dove giunse ottavo nella disciplina biposto; ottenne il suo primo podio il 9 gennaio 2021 a Sigulda, dove fu terzo nel doppio, e la sua prima vittoria il 6 febbraio 2021 a Sankt Moritz sempre nel doppio. In classifica generale come miglior risultato si è piazzato all'ottavo posto nel doppio  al termine della stagione d'esordio.

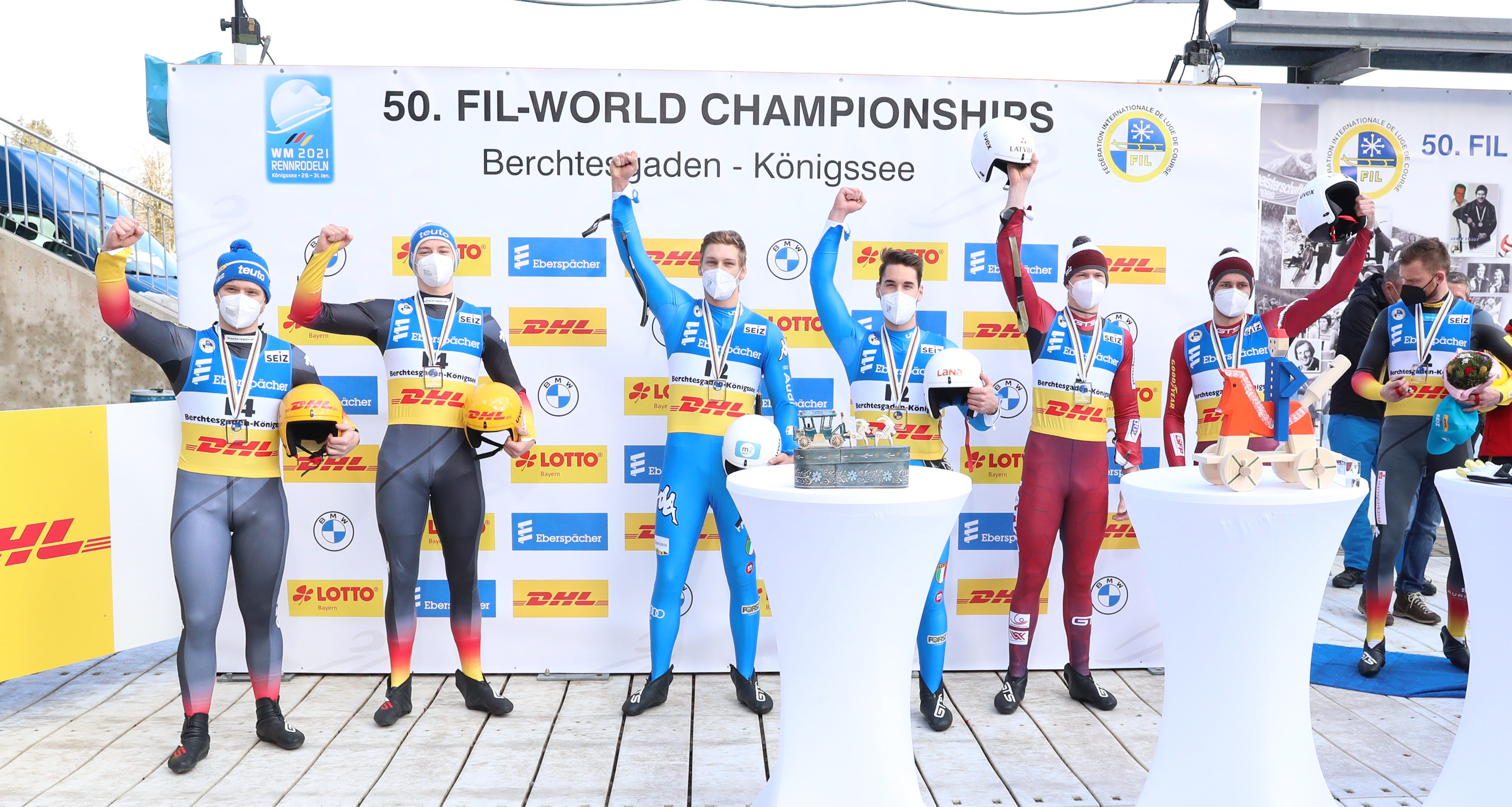
Plūme (il primo da destra) con Bots sul podio iridato under 23 di Schönau am Königssee 2021, dove vinsero la medaglia di bronzo

Ha partecipato all'edizione dei Giochi olimpici invernali di Pechino 2022 dove ha concluso in quarta posizione nel doppio ed ha conquistato la medaglia di bronzo nella gara a squadre.
Ha preso parte altresì ai campionati mondiali di Schönau am Königssee 2021, piazzandosi dodicesimo nel doppio e undicesimo nel doppio sprint; il risultato ottenuto nel doppio gli è valso inoltre la medaglia di bronzo nella speciale classifica riservata agli atleti under 23.
Agli europei ha invece vinto la medaglia di bronzo nel doppio nella rassegna di Silgulda 2021, risultato che gli consentì di conquistare anche l'oro under 23.

## Palmarès

### Olimpiadi
- 1 medaglia:
  - 1 bronzo (gara a squadre a Pechino 2022).

### Mondiali
- 4 medaglie:
  - 1 oro (doppio sprint ad Altenberg 2024);
  - 1 argento (doppio a Whistler 2025);
  - 2 bronzi (gara a squadre ad Oberhof 2023; gara a squadre ad Altenberg 2024).

### Europei
- 6 medaglie:
  - 2 ori (gara a squadre a Sankt Moritz 2022; gara a squadre a Sigulda 2023);
  - 2 argenti (doppio a Sigulda 2023; doppio ad Innsbruck 2024);
  - 2 bronzi (doppio a Sigulda 2021; doppio a Sankt Moritz 2022).

### Mondiali under 23
- 1 medaglia:
  - 1 bronzo (doppio a Schönau am Königssee 2021).

### Europei under 23
- 1 medaglia:
  - 1 oro (doppio a Sigulda 2021).

### Europei juniores
- 2 medaglie:
  - 1 argento (gara a squadre a Oberhof 2017);
  - 1 bronzo (gara a squadre a Sankt Moritz 2019),

### Coppa del Mondo
- Miglior piazzamento in classifica generale nel doppio: 2º nel 2024/25.
- Vincitore della Coppa del Mondo di specialità nel doppio sprint nel 2023/24.
- 31 podi (17 nel doppio, 3 nel doppio sprint, 1 nelle staffette miste doppio, 10 nelle gare a squadre):
  - 14 vittorie (6 nel doppio, 2 nel doppio sprint, 6 nelle gare a squadre);
  - 10 secondi posti (5 nel doppio, 1 nel doppio sprint, 1 nelle staffette miste doppio, 3 nelle gare a squadre);
  - 7 terzi posti (6 nel doppio, 1 nelle gare a squadre).

#### Coppa del Mondo - vittorie
| Data             | Luogo        | Paese       | Disciplina                                                                                                |
| ---------------- | ------------ | ----------- | --- |
| 6 febbraio 2021  | Sankt Moritz | Svizzera    | Doppio con Mārtiņš Bots                                                                                   |
| 2 gennaio 2022   | Winterberg   | Germania    | Gara a squadre con Elīza Tīruma, Kristers Aparjods e Mārtiņš Bots                                         |
| 23 gennaio 2022  | Sankt Moritz | Svizzera    | Gara a squadre con Elīna Ieva Vītola, Kristers Aparjods e Mārtiņš Bots                                    |
| 7 gennaio 2023   | Sigulda      | Lettonia    | Doppio con Mārtiņš Bots                                                                                   |
| 8 gennaio 2023   | Sigulda      | Lettonia    | Gara a squadre con Elīna Ieva Vītola, Kristers Aparjods e Mārtiņš Bots                                    |
| 15 gennaio 2023  | Sigulda      | Lettonia    | Gara a squadre con Elīna Ieva Vītola, Kristers Aparjods e Mārtiņš Bots                                    |
| 9 dicembre 2023  | Lake Placid  | Stati Uniti | Doppio sprint con Mārtiņš Bots                                                                            |
| 4 febbraio 2024  | Altenberg    | Germania    | Gara a squadre con Elīna Ieva Vītola, Mārtiņš Bots, Kristers Aparjods, Anda Upīte e Kitija Bogdanova      |
| 24 febbraio 2024 | Sigulda      | Lettonia    | Doppio con Mārtiņš Bots                                                                                   |
| 25 febbraio 2024 | Sigulda      | Lettonia    | Doppio sprint con Mārtiņš Bots                                                                            |
| 2 marzo 2024     | Sigulda      | Lettonia    | Doppio con Mārtiņš Bots                                                                                   |
| 7 dicembre 2024  | Innsbruck    | Austria     | Doppio con Mārtiņš Bots                                                                                   |
| 11 gennaio 2025  | Altenberg    | Germania    | Doppio con Mārtiņš Bots                                                                                   |
| 12 gennaio 2025  | Altenberg    | Germania    | Gara a squadre con Kendija Aparjode, Mārtiņš Bots, Kristers Aparjods, Marta Robežniece e Kitija Bogdanova |

### Coppa del Mondo juniores
- Miglior piazzamento in classifica generale nel doppio: 4º nel 2018/19.

### Coppa del Mondo giovani
- Miglior piazzamento in classifica generale nel singolo: 23º nel 2015/16.